# ノースダコタ (原子力潜水艦)
|          |                                                                            |
| 艦歴     |                                                                            |
| 発注     | 2003年8月14日                                                              |
| 起工     | 2012年5月11日                                                              |
| 進水     | 2013年9月15日                                                              |
| 就役     | 2014年10月25日                                                             |
| その後   |                                                                            |
| 性能諸元 |                                                                            |
| 排水量   | 7,800トン                                                                  |
| 全長     | 114.9 m (377 ft)                                                           |
| 全幅     | 10.3 m (34 ft)                                                             |
| 吃水     |                                                                            |
| 機関     | S9G 原子炉                                                                 |
| 最大速   | 水上：25ノット (46 km/h) 水中：32ノット (59 km/h)                          |
| 潜航深度 | 800 ft (250 m)                                                             |
| 乗員     | 士官、兵員134名                                                            |
| 兵装     | VLS 12基 21インチ魚雷発射管 4基 ・魚雷・対艦ミサイル・機雷など38発         |
| モットー | 土からの力、深海からの死神たち Strength from the Soil, Reapers of the Deep |

ノースダコタ (USS North Dakota, SSN-784) は、アメリカ海軍の攻撃型原子力潜水艦。バージニア級原子力潜水艦の11番艦。艦名はノースダコタ州に因む。その名を持つ艦としてはデラウェア級戦艦2番艦(BB-29)以来2隻目。バージニア級原子力潜水艦Block IIIの1番艦にあたる。
ブロックIIIは、調達費用削減と性能アップを両立させるため、艦首やトマホーク発射システムなど船体のおよそ20%が再設計されている。

## 艦歴
ノースダコタの建造は2003年8月14日にコネチカット州グロトンのジェネラル・ダイナミクス・エレクトリック・ボート社に発注された。2012年5月に起工され、2013年9月15日に進水、2013年11月2日に命名式と続き、2014年10月25日に就役した。
ノースダコタは、コネチカット州ニューロンドン海軍潜水艦基地に配備され、第4潜水戦隊へ編入された。